# Gigantactinidae
Famille
Les Gigantactinidae sont une famille de poissons de l'ordre des Lophiiformes, vivant dans les abysses. Ils se distinguent par la présence d'un leurre particulièrement long, qui est parfois plus grand que le poisson.

## Étymologie
Ce nom vient du grec gigas = gigantesque et aktis = rayon.

## Description
Les femelles sont facilement reconnaissables, leur corps est allongé et leur tête est assez petite. La plus grande femelle connue mesure 43,5 cm et 2,2 cm est le record de taille pour le mâle. Cette famille comprend 22 espèces, comprises dans deux genres. On sait très peu de choses sur leur écologie, mais ces poissons ont un mode de vie benthique. Ils arrivent qu'ils se laissent dériver, immobiles, pour attirer leurs proies,.

## Répartition
Les Gigantactinidae sont répartis dans trois océans : L'océan Pacifique, Indien et Atlantique. Certaines espèces ont été enregistrées au sud du Groenland et dans l'océan austral. Ils vivent à des profondeurs dépassant 1 000 mètres,.

## Liste des genres et espèces
Selon FishBase (2 mai 2016) et World Register of Marine Species (2 mai 2016) :
- genre Gigantactis Brauer, 1902
  - Gigantactis balushkini Kharin, 1984
  - Gigantactis elsmani Bertelsen, Pietsch & Lavenberg, 1981
  - Gigantactis gargantua Bertelsen, Pietsch & Lavenberg, 1981
  - Gigantactis gibbsi Bertelsen, Pietsch & Lavenberg, 1981
  - Gigantactis golovani Bertelsen, Pietsch & Lavenberg, 1981
  - Gigantactis gracilicauda Regan, 1925
  - Gigantactis herwigi Bertelsen, Pietsch & Lavenberg, 1981
  - Gigantactis ios Bertelsen, Pietsch & Lavenberg, 1981
  - Gigantactis kreffti Bertelsen, Pietsch & Lavenberg, 1981
  - Gigantactis longicauda Bertelsen & Pietsch, 2002
  - Gigantactis longicirra Waterman, 1939
  - Gigantactis macronema Regan, 1925
  - Gigantactis meadi Bertelsen, Pietsch & Lavenberg, 1981
  - Gigantactis microdontis Bertelsen, Pietsch & Lavenberg, 1981
  - Gigantactis microphthalmus
  - Gigantactis paxtoni Bertelsen, Pietsch & Lavenberg, 1981
  - Gigantactis perlatus Beebe & Crane, 1947
  - Gigantactis savagei Bertelsen, Pietsch & Lavenberg, 1981
  - Gigantactis vanhoeffeni Brauer, 1902
  - Gigantactis watermani Bertelsen, Pietsch & Lavenberg, 1981
- genre Rhynchactis Regan, 1925
  - Rhynchactis leptonema Regan, 1925
  - Rhynchactis macrothrix Bertelsen & Pietsch, 1998
  - Rhynchactis microthrix Bertelsen & Pietsch, 1998